# Thuwayba
Thuwayba (in arabo ﺛﻮﻳﺒـة‎?), dei Banu Aslam, era una liberta dello zio di Maometto, Abū Lahab.
Viene ricordata per essere stata, con Halima, nutrice del profeta islamico e, tra gli altri, di suo zio Hamza ibn Abd al-Muttalib e di suo cugino Abū Salama ʿAbd Allāh b. ʿAbd al-Asad.
Morì nel 628. 